# پارگاسیت
پارگاسیت (انگلیسی: Pargasite)
پارگاسیت یکی از انواع آمفیبول‌های کلسیم‌دار است که [Ca≥1.5; (Na+K)A≥۰٫۵۰]، مقدار Si موجود در واحد فرمولی آن در محدوده ۵/۵ تا ۶/۶، مقدار Mg# آن ۵/۰ تا ۰/۱، Ti کمتر از ۵/۰ و IVAl ≥ Fe +3 است.
فرمول پارگاسیت NaCa2(Mg4Al)(Si6Al2)O22(OH)2 است.
این سنگ نخستین بار در ارتباط با پارگاس فنلاند در سال ۱۸۱۴ شرح داده شد و به نام این منطقه نامگذاری شد. 